# Stenobarichneumon protervus
Stenobarichneumon protervus là một loài tò vò trong họ Ichneumonidae.